# 자 (불교)
자 (慈, 산스크리트어; 팔리어: mettā)는 불교의 개념으로 사람들 (살아있는 것)에 깊은 우애의 마음, 자비의 마음을 갖는 일이다. 또한 그들에게 안락을 주고 싶다는 마음을 갖는 일이다. 발고여락의 여락에 해당한다. 자애로도 번역된다.
사무량심 (사범행)으로 정리되는 네 가지 덕목 자·비·희·사 중 첫째이다.

## 같이 보기
- 사무량심
- 붓다고사